# Eliza Surdyka
Eliza Surdyka (ur. 16 marca 1977 w Świebodzicach) – polska biegaczka narciarska, olimpijka z Nagano 1998.
Uczestniczka Uniwersjady w 2001 roku, podczas której wystartowała w biegu na 5 km stylem klasycznym (20. miejsce), w biegu na 5 km stylem dowolnym (29. miejsce) oraz w biegu na 15 km stylem dowolnym (27. miejsce).
Na igrzyskach w Nagano wystartowała w biegu na 15 km, zajmując 58. miejsce.